# Right Now (ASIAN KUNG-FU GENERATIONの曲)
『Right Now』（ライト・ナウ）は、ASIAN KUNG-FU GENERATIONの21枚目のシングル。2016年1月6日にKi/oon Musicより発売。

## 概要
- シングル作品としては前作『Easter』より9か月半ぶり。
- 『Easter』に続き、今回もパッケージに中村佑介のイラストは使用されず、映画『ピンクとグレー』に連動した2色構成となっている。
- 初回限定盤・通常盤の2形態で発売。
- 所謂「B面曲」はなく、カップリングにはライブ音源を3曲収録。B面曲のないシングルは『ループ＆ループ』以来17作ぶり。
- オリコンチャートでは最高8位を記録。

## 楽曲解説
Right Now
- Asmik Ace配給映画『ピンクとグレー』主題歌。
- 映画が開始62分後に「ある仕掛け」が発動するのに倣い、途中で曲調が大きく変わるようになっている。
これについて山田は「ただ疾走感のある曲にすると10年前のような若い曲になってしまうし、『Wonder Future』を経ての今のモードを注ぎ込まないと意味がないと思った」とコメントしている。また後藤は「10年前だったら書けなかった曲」と語っている。[1]
- PVは「映画のアナザーストーリー」という設定で、映画と同じく行定勲が監督を務め、夏帆が出演している。
- ライブでは置き所に困る楽曲とされており、リリース後の2016年春イベント以降長らく披露されていなかったが、2018年に行われたツアー「BONES & YAMS」では全公演1曲目で披露された。

## 収録曲

### CD
- 全作詞：後藤正文、全編曲：ASIAN KUNG-FU GENERATION

| #         | タイトル                                                 | 作詞      | 作曲               | 時間  |
| --------- | -------------------------------------------------------- | --------- | ------------------ | ----- |
| 1.        | 「Right Now」(Asmik Ace配給映画『ピンクとグレー』主題歌) |           | 後藤正文・山田貴洋 | 4：28 |
| 2.        | 「Eternal Sunshine／永遠の陽光（LIVE）」                 |           | 後藤正文           | 5：06 |
| 3.        | 「深呼吸（LIVE）」                                       |           | 後藤正文           | 5：13 |
| 4.        | 「Wonder Future／ワンダーフューチャー（LIVE）」          |           | 後藤正文           | 5：42 |
| 合計時間: | 合計時間:                                                | 合計時間: | 20:30              |       |

### 初回限定盤DVD
| #  | タイトル                                  | 作詞 | 作曲・編曲 | 監督   |
| -- | ----------------------------------------- | ---- | ---------- | ------ |
| 1. | 「Right Now（Music Clip）」               |      |            | 行定勲 |
| 2. | 「Right Now（Music Clipメイキング映像）」 |      |            |        |